# Ганна Маклеод
Ганна Маклеод  (англ. Hannah Macleod, 9 червня 1984) — британська хокеїстка на траві, олімпійська медалістка.

## Виступи на Олімпіадах
| Олімпіада   | Дисципліна     | Місце  |
| ----------- | -------------- | ------ |
| Лондон 2012 | хокей на траві | Бронза |
| Ріо 2016    | хокей на траві | Золото |